# Dirlakou
Dirlakou est un village situé dans le département de Bagré de la province du Boulgou dans la région Centre-Est au Burkina Faso.

## Démographie
| 2003  | 2006   | 2012 |
| ----- | ------ | ---- |
| 9 717 | 11 387 | -    |

## Santé et éducation
Le centre soins le plus proche de Dirlakou est le centre de santé et de promotion sociale (CSPS) de Bagré tandis que le centre hospitalier régional (CHR) se trouve à Tenkodogo.
Le village possède quatre écoles primaires publiques (A et B, V2 et V4).